# ناحیه بابور
ناحیه بابور (به عربی: دائرة بابور) یک ناحیه‌ در الجزایر است که در استان سطیف واقع شده‌است.